# اچ‌ام‌اس داشر (پی۲۸۰)

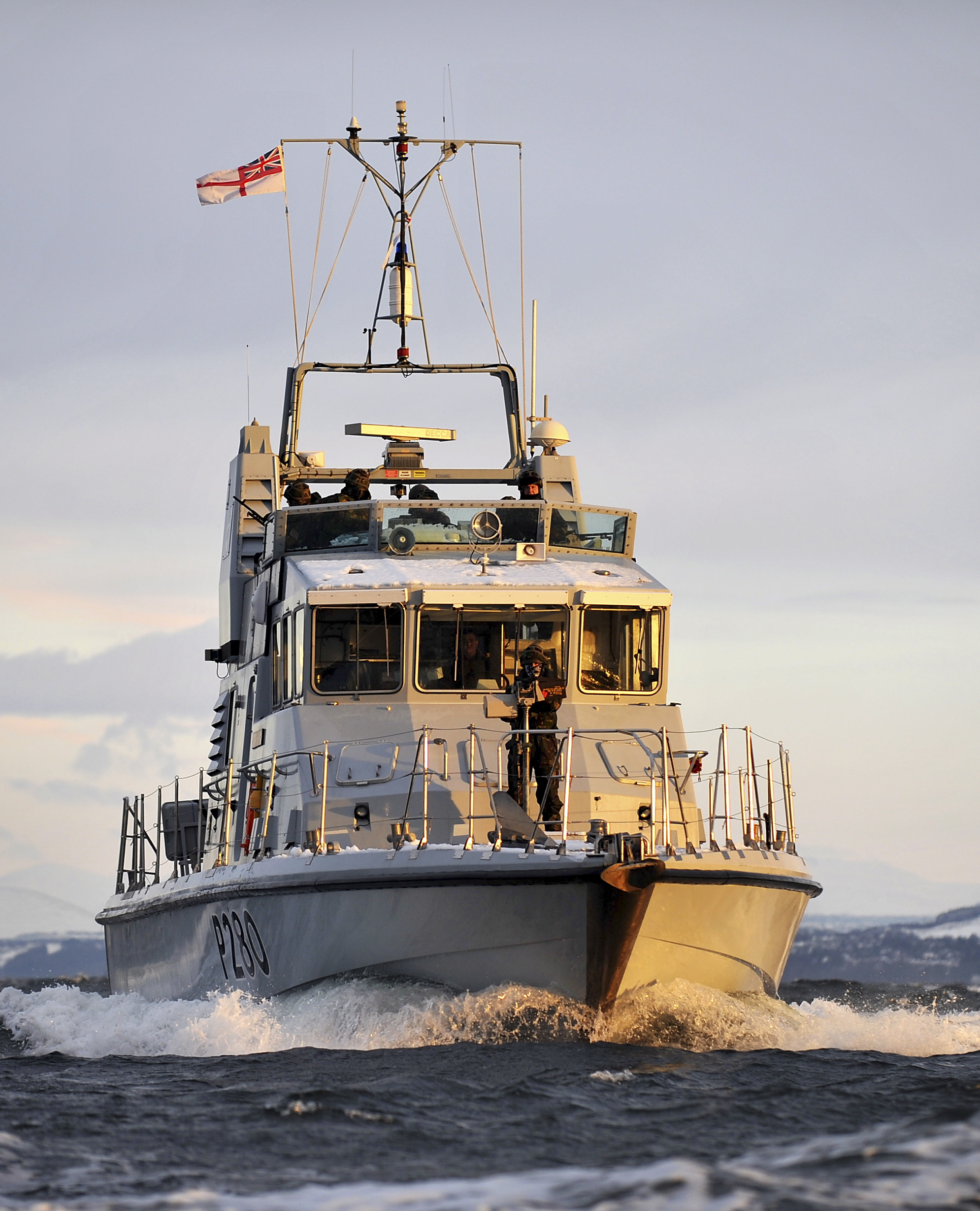
اچ‌ام‌اس داشر (پی۲۸۰)

اچ‌ام‌اس داشر (پی۲۸۰) (به انگلیسی: HMS Dasher (P280)) یک کشتی است که طول آن 20.8 m (68 ft 3 in) می‌باشد.